# Heilige Dreifaltigkeit (Dermbach)

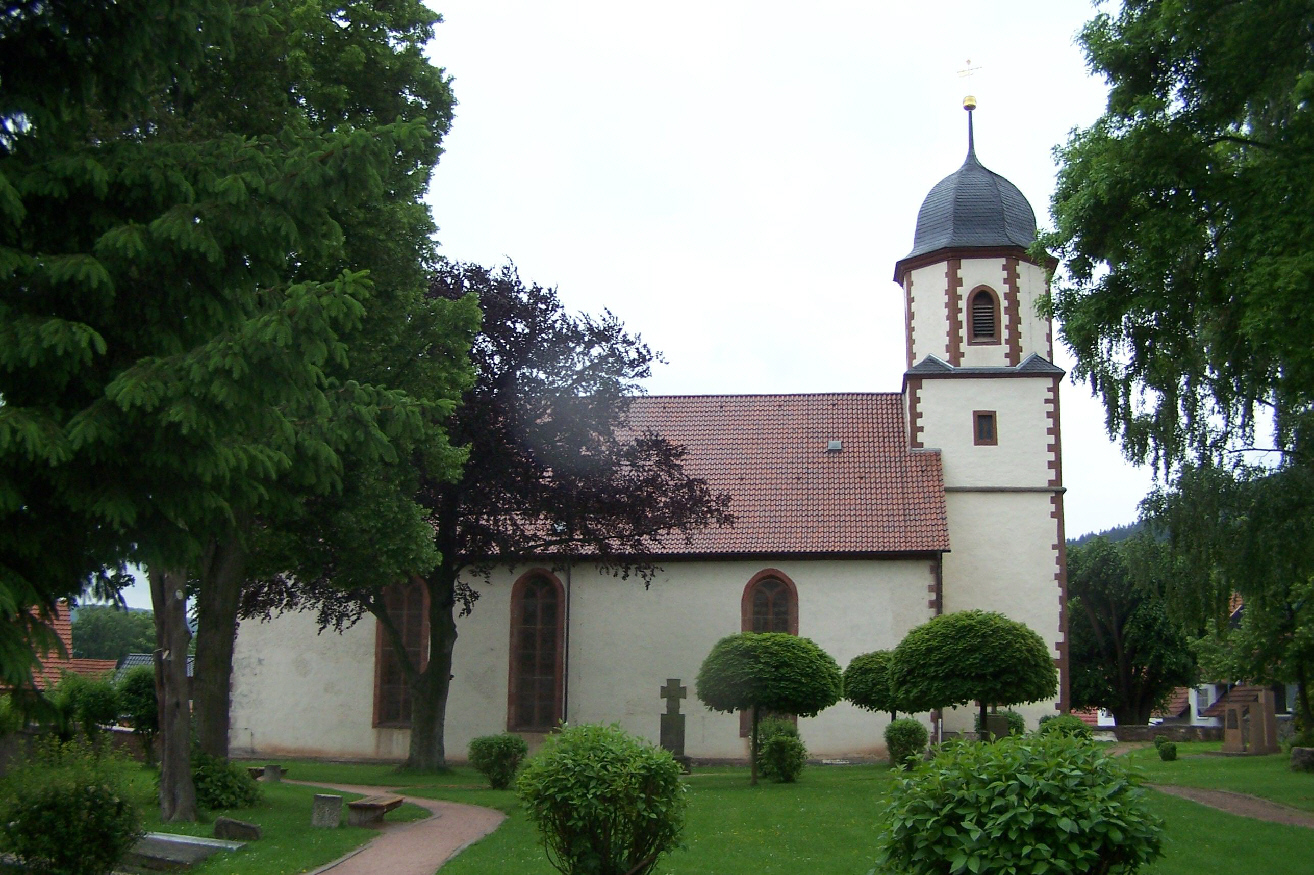
Pfarrkirche heilige Dreifaltigkeit

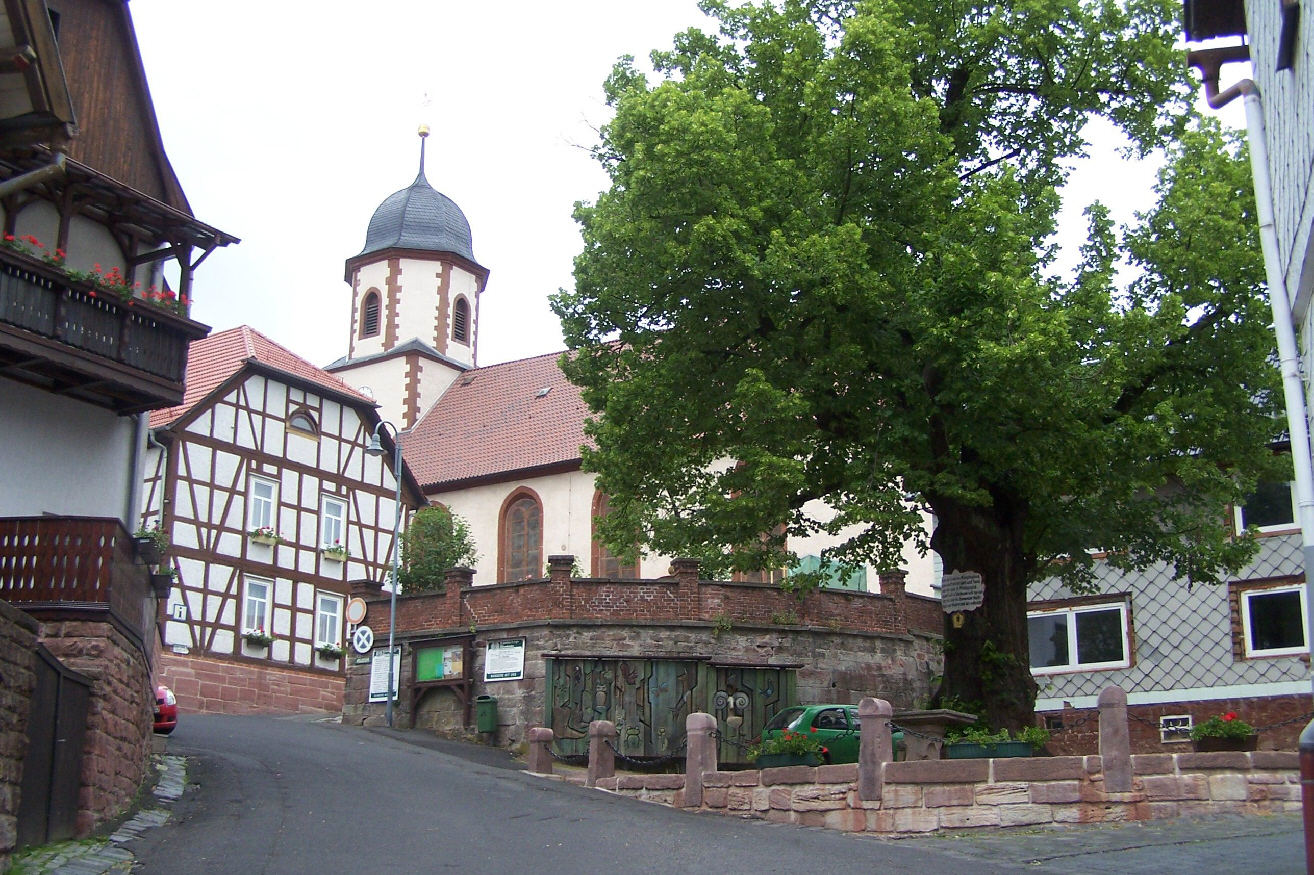
Lage der Pfarrkirche im Ort

Die evangelische Pfarrkirche Heilige Dreifaltigkeit ist ein ortsbildprägendes Kirchengebäude in Dermbach im Wartburgkreis in Thüringen.

## Geschichte und Architektur
Ältester Teil des Gebäudes ist der Kirchturm, er diente früher als Wartturm. Die achteckige Glockenstube ist mit einer Welschen Haube bekrönt. Der Vorgängerbau unterstand dem Patrozinium des Bartholomäus, von dieser Kirche ist an der nordwestlichen Ecke des Langhauses ein Stein mit der Bezeichnung 1489 erhalten. Die neue Kirche wurde 1714 auf den Grundmauern des 1713 wegen Baufälligkeit abgebrochenen  Vorgängers im Stile des Bauernbarock gebaut. An der Südseite der Kirche befinden sich zwei schöne Portale in schlichtem Barockstil. Das Gebäude wurde von 1985 bis 1987 umfangreich renoviert. Der Putzbau ist durch Eckquaderungen und Rahmungen farblich abgesetzt. Das Ädikulaportal an der Südseite besitzt einen Segmentbogengiebel, das andere Portal ist mit einem Dreieckgiebel bekrönt.
Im Innenraum wurde ein kassettiertes Holztonnengewölbe eingezogen. Wegen der dreiseitig umlaufenden Emporen hat der Saal eine dreischiffige Wirkung. Die halbrund eingezogene Orgelempore steht im rechteckigen Chor.

## Ausstattung
Der Altar, die Kanzel, die Orgel, der Taufstein und das Lesepult in unterschiedlichen Formen des Barock sind axial angeordnet.
- Im architektonischen Aufbau des Kanzelaltars stehen die Schnitzfiguren der Apostel Johannes und Petrus. Eine Kreuzigungsgruppe mit Maria, Maria Magdalena sowie zwei Landsknechten dient als Bekrönung.
- Der Orgelprospekt, eine Arbeit von Johann Casper Beck aus dem Jahr 1754, ist mit zwei Posaunenengeln bekrönt und reich verziert. Die Holzpfeifen sind so gefasst, dass eine Metallimitation erzielt wird.
- Das Lesepult ist mit 1754 bezeichnet und mit einem knienden Engel geschmückt.
- Der Taufstein wurde vermutlich im 18. Jahrhundert angefertigt, die gotisierend anmutenden Ornamente wurde in späterer Zeit aufgemalt.[7]
- Das spätgotische[8] Abendmahlsrelief aus der Zeit um 1475 stammt aus der ehemaligen Annenkapelle in Hartschwinden, es wurde in späterer Zeit farbig gefasst und gilt als älteste Rhönschnitzerei des 15. Jahrhunderts. Es hängt über der Sakristei.[9]
- Der Opferstock wurde 1685 angefertigt.
- Das Epitaph des Amtmannes Albert Eberlein ist von 1723.
- Es sind verschiedene Grabsteine aus der Zeit des 17. und 18. Jahrhunderts erhalten.
- An der Friedhofsmauer steht eine Steinfigur des Johannes Nepomuk, sie wurde 1718 geschaffen. Viele Annahmen, sie sei für die alte Feldbrücke erschaffen worden, sind daher ein Missverständnis, da sie zu deren Bauzeit schon 73 Jahre auf der Friedhofsmauet stand.[10]

## Orgel

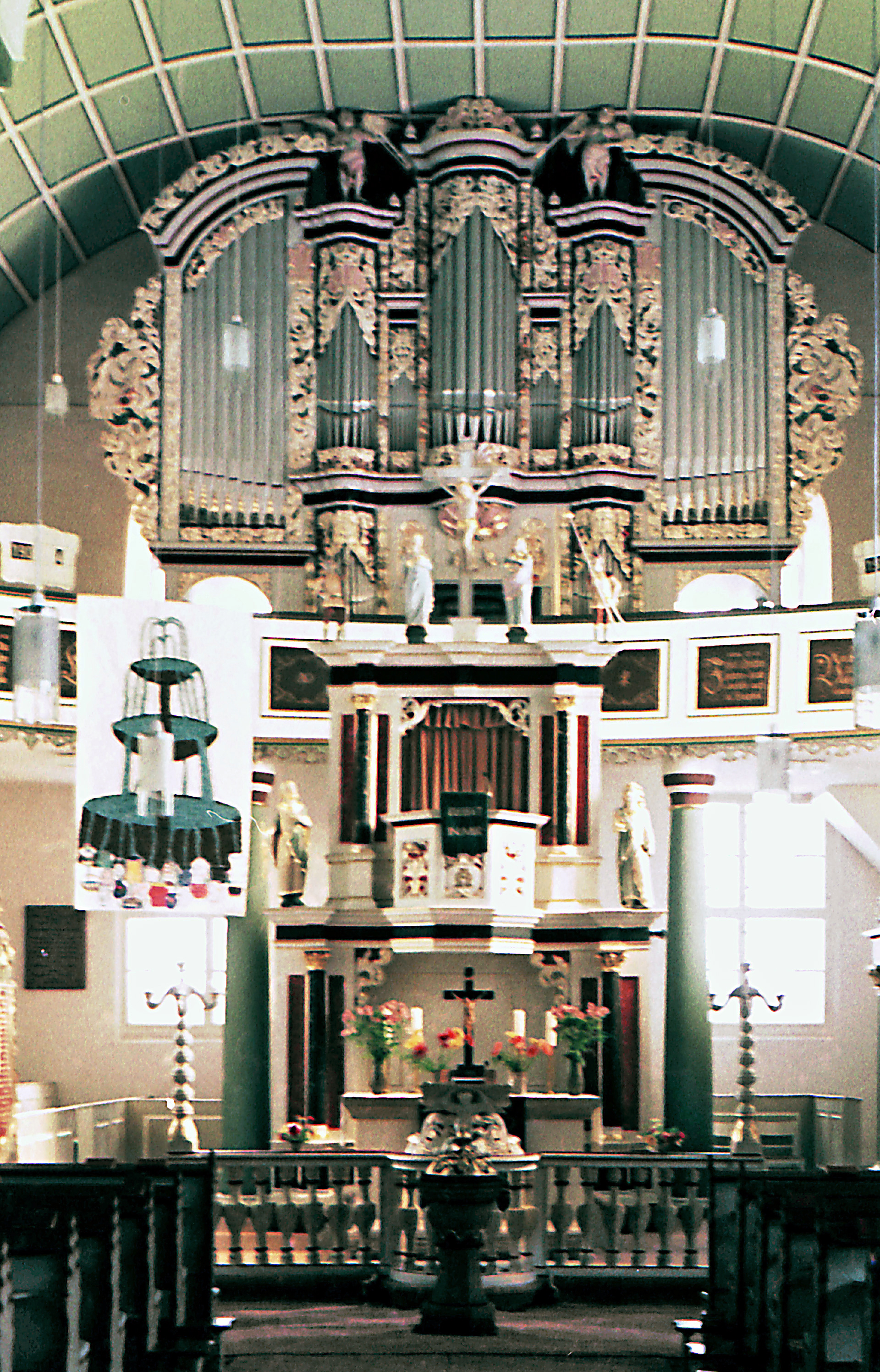
Kanzelaltar und Orgelprospekt

Die Orgel wurde von Bernhard Kutter im Jahre 2004, im barocken Gehäuse von Johann Casper Beck aus dem Jahr 1754, neu gebaut. Die Beck-Orgel hatte 22 Register auf zwei Manuale und Pedal, das heutige Instrument verfügt über 28 Register. Die Spiel- und Registertraktur ist mechanisch. Die Disposition der Orgel lautet wie folgt:
| I Hauptwerk C–g3 |     |
| Bordun           | 16′ |
| Principal        | 8′  |
| Flöte            | 8′  |
| Gedackt          | 8′  |
| Gamba            | 8′  |
| Vox angelica     | 8′  |
| Oktave           | 4′  |
| Traversflöte     | 4′  |
| Oktave           | 2′  |
| Sesquialtera II  |     |
| Mixtur IV        |     |
| Trompete         | 8′  |
| Tremulant        |     |

| II Brustwerk C–g3 |        |
| Tibia             | 8′     |
| Salicional        | 8′     |
| Principal         | 4′     |
| Rohrflöte         | 4′     |
| Nasat             | 2 ⁄3′  |
| Oktave            | 2′     |
| Terz              | 1 3⁄5′ |
| Quinte            | 1 ⁄3′  |
| Sifflet           | 1′     |
| Dulzian           | 8′     |
| Tremulant         |        |

| Pedalwerk C–f1 |     |
| Subbaß         | 16′ |
| Bordunbaß      | 16′ |
| Oktavbaß       | 8′  |
| Gemshorn       | 8′  |
| Posaune        | 16′ |
| Trompete       | 8′  |

- Koppeln:
  - Normalkoppeln: II/I, I/P, II/P
  - Suboktavkoppeln: II/I

Anmerkungen
1. ↑   schwellbar